# حباك أسود
الحباك الأسود (الاسم العلمي: Ploceus nigerrimus) نوع من الطيور الصغيرة من فصيلة الحباك، متوطن في أنغولا، بنين، بوروندي، الكاميرون، جمهورية أفريقيا الوسطى، جمهورية الكونغو، جمهورية الكونغو الديمقراطية، ساحل العاج، غينيا الاستوائية، الغابون، غامبيا، غانا، غينيا، غينيا بيساو، كينيا، ليبيريا، نيجيريا، رواندا، سيراليون، جنوب السودان، السودان، تنزانيا، توغو وأوغندا.